# Atotech
A Atotech é uma empresa internacional de especialidades químicas com sede em Berlin, Alemanha.
A Atotech fornece processos e produtos químicos e equipamentos para as indústrias de fabricação de placas de circuitos impressos, IC-substrato e de semicondutores, bem como para as indústrias de tratamento de superfícies decorativos e técnicos.
A Atotech está presente em mais de 40 países, com fábricas de produtos químicos e de equipamentos na Alemanha, República Checa, Eslovénia, Espanha, China, Coreia do Sul, Taiwan, Cingapura, Índia, Japão, EUA, Canadá, México e Brasil. Em 2012, a empresa já empregava cerca de 4.000 pessoas. A Atotech foi fundada em 1993, quando a ELFAtochem fundiu as operações da M & T Harshaw com a divisão de eletrodeposição da Schering AG.

## História
A Atotech surgiu a partir da Schering AG. As raízes da divisão "Schering-Galvanotechnik" datam de 1895, quando a Schering patenteou um processo de lixiviação de ouro e prata por cianeto de potássio.
Em 1901, a divisão de eletrodeposição nasceu e produzia misturas de sais para encapsulamento de metais, sob a marca Trisalyt.
Em 1936, a divisão de eletrodeposição desenvolveu o primeiro eletrólito "rápido" – Trissalito de Cobre Extra Rápido - assim como o primeiro banho brilhante do mundo - Brilliant. O sucesso dessas inovações levou à criação do primeiro departamento de construção de instalações de galvanoplastia.
Em 1951, a Schering AG inaugurou a divisão de eletrodeposição em Feucht, Alemanha, onde atualmente a Atotech possui seu principal local de produção de equipamentos. Em 1989, a divisão de eletrodeposição mudou-se para um novo local em Berlim, Alemanha.
Em 1993, a Schering AG vendeu a divisão de eletrodeposição para a empresa química francesa ELF Atochem. A ELFAtochem incorporou sua subsidiária M & T Harshaw com a divisão de eletrodeposição da Schering AG e fundou Atotech Deutschland GmbH.
Após a consolidação das fábricas e centros de serviços na Alemanha, foram implantadas fabricas e centro de serviços em outros países da Europa e Ásia, e mais tarde nas Américas.
Hoje, os principais negócios da Atotech são tratamento de superfície decorativa e funcional, placas de circuito impresso e package substrates, bem como as áreas complementares de materiais eletrônicos e de tecnologia de semicondutores. A empresa oferece sistemas de produção integrada custom-made e de suporte local para seus clientes em todo o mundo.

## Produtos
A Atotech fornece processos de especialidades químicas e equipamentos para:
- Indústria de placas de circuitos impressos
- Indústria de IC-substrato
- Indústria de semicondutores
- Materiais Eletrônicos
- Indústria de tratamento de superfície decorativa e funcional, (revestimentos decorativos, revestimentos de proteção contra corrosão, níquel químico, cromo duro, revestimentos eletrônicos técnicos).